# Arthur Richards, 1. Baron Milverton
Arthur Frederick Richards, 1. Baron Milverton GCMG (* 21. Februar 1885 in Bristol; † 27. Oktober 1978) war ein britischer Gouverneur und repräsentierte den Britischen Monarchen  in den britischen Kolonien Nord-Borneo, Gambia, Fidschi, Jamaika und Nigeria.

## Leben
Der Sohn von William Rogers Richards aus Bristol diente als Gouverneur von Nord-Borneo in den Jahren 1930 bis 1933 und von Gambia vom 12. April 1934 bis zum 22. Oktober 1936. Danach wurde er als Gouverneur von Fidschi am 28. November 1936 berufen, in diesem Amt war er gleichzeitig der Hochkommissar in den britischen Überseegebieten im westlichen Pazifik. Diesen Posten hatte er bis zum 19. August 1938, danach wurde er als Gouverneur von Jamaika abkommandiert. Dort war er bis zum Juli 1943, bis er nach Nigeria ging und ab dem 18. Dezember 1943 dort bis zum 5. Februar 1948 als Gouverneur tätig war.
Richards wurde im Jahr 1933 in den Order of St. Michael and St. George als Companion aufgenommen. Im Jahr 1935 wurde er zum Knight Commander dieses Ordens geadelt, 1942 Knight Grand Cross zum erhoben. In den erblichen Adelsstand wurde er 1947 als Baron Milverton, of Lagos and of Clifton in the City of Bristol.
Richards starb im Oktober 1978 im Alter von 93 Jahren. Sein Titel ging auf seinen ältesten Sohn Fraser Arthur Richard Richards über.